# Абу-ль-Хасан Али
Абу́ль-Ха́сан Али́ ибн Сад (араб. أبو الحسن علي بن سعد‎; ум. 1485) — правитель Гранадского эмирата из династии Насридов (1464—1482, 1483—1485). Известен под именем «Мулла Хасан».

## Биография
Старший сын гранадского эмира Сада аль-Мустаина (ум. 1465), правившего в 1455—1462, 1462—1464 годах.
В 1462 году наследный принц Абу-ль-Хасан Али нанёс поражение в сражении у Мадроно кастильцам.
В августе 1464 года Абул-ль-Хасан Али возглавил заговор против своего отца, эмира Сада аль-Мустаина, и захватил престол в Гранаде при поддержке могущественного рода Абенсераги.
Вначале эмир Абу-ль-Хасан Али сам занимался управлением султанатом, но затем увлёкся страстью к одной из своих рабынь — Сорайе и перестал заниматься государственными делами.
Сорайей была принявшая ислам его христианская наложница Исабель де Солис, дочь кастильского дворянина Санчо Хименеса де Солиса. Изабель была захвачена гранадскими маврами во время одного из набегов на приграничные кастильские земли и доставлена в Альгамбру — резиденцию Насридов. Эмир Абу-ль-Хасан Али влюбился в новую наложницу, развёлся со своей женой Айшей аль-Хорр и вскоре сделал Сорайю своей супругой. Айша аль-Хорр со своим сыновьями Боабдилем и Юсуфом была отправлена в ссылку.
Сорайя родила султану двух сыновей, которые после завоевания испанцами Гранады приняли христианство:
- Наср ибн Али (Дон Фернандо де Гранада), женат на Менсии де ла Вега
- Саад ибн али (Дон Жуан де Гранада), женат на Беатрис Сандоваль

В 1481 году эмир Абу-ль-Хасан Али открыл военные действия против Кастилии и захватил Саару. Эмир Гранады отказался выплачивать дань Кастилии. Кастильские послы, ездившие в Гранаду и встречавшиеся с эмиром, возвратились домой со следующим сообщением: «Умерли уже короли Гранады, которые оплачивали дань; также умерли короли Кастилии, которые её получали. В монетных дворах, где чеканилась монета для дани, куётся железо, чтобы препятствовать будущим выплатам». В ответ король Арагона Фердинанд, муж Изабеллы Кастильской, ответил гранадскому эмиру: «Я буду щёлкать твои города по одному как зёрна».
В 1482 году начинается десятилетняя Гранадская война (1482—1492). В конце февраля 1482 года испанцы захватили и разграбили город Альхама. В начале марта эмир Абу-ль-Хасан Али осадил город, но не смог его отбить и в конце марта вынужден был отступить при приближении подкрепления из Испании.
В том 1482 году против власти султана подняли восстание его старшие сыновья Боабдиль и Юсуф при поддержке своей матери и клана Абенсераги. Айша аль-Хорр опасалась, что эмир назначит наследниками трона сыновей Сорайи. Она объединилась с могущественным кланом Абенсераги, чтобы свергнуть с трона Абу-ль-Хасана Али и посадить на престол своего старшего сына Боабдиля. При содействии матери принц Боабдиль бежал из заключения в Гуадис, где он возглавил силы Абенсераги. Затем к мятежникам помимо столицы присоединились Альмерия и Баса. 5 июля 1482 года Боабдиль торжественно вступил в Гранаду и занял эмирский престол, свергнув с трона своего отца Мулей Хасана, который со своими сторонниками бежал в Малагу, а затем в Альмерию.
В апреле 1483 года гранадский эмир Боабдиль с войском осадил город Лусена, но в битве под стенами города потерпел поражение от кастильцев и был взят в плен. После пленения сына-соперника Абу-ль-Хасан Али вторично вернул себе эмирский престол. Однако, страдая эпилепсией, он вскоре становится невменяемым.
В 1485 году в Альмерии эмир Мухаммад ибн Саид аз-Загалл отстранил от власти своего старшего брата Абу-ль-Хасана Али и при поддержке визиря Абу Касима Баннигаса объявил себя новым эмиром. Свергнутый эмир был отправлен в Альмуньекар, где он умер через несколько месяцев.
Согласно легенде, Мулей Хасан похоронен на самой высокой вершине горной цепи и всего полуострова по приказанию Сорайи (Изабелла де Солис), его жены, чтобы избежать попадания останков Хасана к христианам. Гора с тех пор называется Муласен. Эта романтическая история является несомненным вымыслом, местонахождение могилы Абу Хасана неизвестно.